# Gianalfonso D'Avossa
Gianalfonso d'Avossa (Torino, 17 marzo 1940 – Roma, 10 marzo 2015) è stato un generale, saggista e giornalista italiano.

## Biografia
Figlio del generale Giovanni d'Avossa, medaglia d'oro al valor militare, e discendente da un ramo collaterale dei d'Avossa di Bergara, ramo italiano dei Marchesi Abos de Bergara, originari della città di Tramacastilla (Aragona), in seguito trasferitasi a Salerno agli inizi del '600.
Seguendo le orme del padre, a quattordici anni è ammesso come allievo alla Scuola Militare Nunziatella di Napoli, per poi passare all'Accademia Militare di Modena (1957-1959) e quindi alla Scuola di Applicazione di Artiglieria di Torino (1959-1961). Nel 1970-71 con il grado di capitano comandava la 5ª batteria del Reggimento Artiglieria a cavallo (Voloire) a Milano. Raggiunto il grado di colonnello, il 10 settembre 1984 diviene il 58º comandante del reggimento artiglieria a cavallo "Voloire" di Milano. Promosso generale il 31 dicembre 1989, è stato il 41º comandante della brigata corazzata "Ariete". Successivamente è nominato capo di stato maggiore del Centro studi per la Difesa.
Dimessosi nel 1996 dall'esercito dopo quarant'anni di scontri e polemiche con i politici (da Sandro Pertini a Francesco Cossiga, da Giovanni Spadolini a Oscar Luigi Scalfaro, Fausto Bertinotti, Marco Pannella, Giacomo Mancini, Alessandra Mussolini) e con i superiori, si è trasferito a San Pietroburgo. Studioso di questioni militari e saggista di politica, ha collaborato con l'Università di San Pietroburgo, dove ha fondato una facoltà di arti liberali e scienze, è stato presidente della fondazione Dom Trezzini, vicepresidente dell'Human Live Fund e ha lavorato con Zhores Alferov.
Ha collaborato al quotidiano Libero ed è stato autore di saggi e articoli pubblicati tra gli altri dalla Rivista militare.
È morto il 10 marzo 2015 all'Ospedale Militare del Celio di Roma.

## Opere
- Esercito è responsabilità (1965-1975), Roma, Laboratorio arti grafiche, 1975.
- Security in the Mediterranean. An Italian point of view, Londra, 1986, SBN TO00097633.
- La condizione militare nel mondo contemporaneo. Missione o professione?, 1988, SBN TO00119963.
- Perché l'esercito oggi, in Rivista militare, n. 2, marzo-aprile 1990,  pp. 106-108, SBN TO00927184.
- Vere glorie dell'artiglieria italiana. Obbedienza nella ragione ed eroismo negli atti, 1995, SBN TO00949027.